# Гайден Вайт
Гайден Вайт (Уайт) (англ. Hayden White; 12 липня 1928, Мартін — 5 березня 2018, Санта-Крус) — професор історії (History of Consciousness) Каліфорнійського університету в Санта Крус та професор порівняльного літературознавства Стенфордського університету.

## Біографія
У 1951 році закінчив Університет Вейна в Детройті; у 1952 і 1956 роках захистив, відповідно, магістерську і докторську дисертації в Університеті Мічигану.
Його «Метаісторія» (Metahistory: The Historical Imagination in Nineteenth-Century Europe, 1973) спричинила появу нового історизму в літературознавстві та нових методів досліджень в історіографії.
З іменем Вайта пов'язують т. зв. лінгвістичний поворот, напрям у філософії історії, який розглядає працю історика передусім як мовну конструкцію (літературний текст), чий зв'язок із минулою реальністю неочевидний або ж проблематичний.
Найвідоміша книга Вайта «Метаісторія: Історична уява в Європі XIX ст.» (1973) пропонувала структуралістське розуміння історичної праці як фундаментально керованої комбінацією обраних тропів (метафора, метонімія, синекдоха та іронія), типів осюжетнення (романтичний, трагічний, комічний та сатиричний), типів формального аргументу (формістський, механістичний, органістичний та контекстуалістський), а також типів ідеологічного підтексту (анархічний, радикальний, консервативний та ліберальний).
У наступних працях Вайт відійшов від жорсткого структуралізму «Метаісторії», зосередившись на дослідженні історіографії як різновиду оповідних текстів; мовних засобів, які вживаються для побудови історичного наративу; а також на природі історичного пояснення.
Вайт відомий і завдяки виграному у Верховному суді штату Каліфорнія позову (1975) проти таємного шпигування поліції за студентами й викладачами на території університету.

## Відомі праці
- The Greco-Roman Tradition (1973),
- Tropics of Discourse. Essays in Cultural Criticism (1978),
- The Content of the Form: Narrative Discourse and Historical Representation (1987),
- Figural Realism. Studies in the Mimesis Effect (1999),
- The Fiction of Narrative: Essays on History, Literature, and Theory, 1957—2007 (2010) Ed. Robert Doran,
- The Practical Past (2014).